# Aurence
Ne pas confondre avec deux autres cours d'eau : la Laurence (affluent de la Dordogne) et la Laurence (affluent de la Vézère).
L'Aurence est une rivière française de la région Nouvelle-Aquitaine, qui coule entièrement dans le département de la Haute-Vienne, plus précisément dans la région et l'agglomération de Limoges. C'est un affluent de la Vienne, donc un sous-affluent de la Loire.

## Géographie
Rivière à truites, et aurifère de surcroît, l'Aurence prend sa source au pied des premiers contreforts sud des monts d'Ambazac, à environ 420 mètres d'altitude, au lieu-dit Boisejou, sur la commune de Chaptelat, patrie de saint Éloi, au nord de Limoges, dans le département de la Haute-Vienne. Le nom de la rivière vient de l'or (aurum en latin) qu'on y trouvait dans l'Antiquité et au haut Moyen Âge ; ce fait est à rapprocher de la réputation de saint Éloi comme orfèvre.
Elle coule d'abord en direction du sud-est, arrosant Chaptelat, puis se dirige vers le sud en traversant la zone industrielle Nord et remplissant le lac d'Uzurat. Une fois arrivée à Limoges, elle s'oriente en direction du sud-ouest, longeant le quartier de Landouge, les parcs de l'Aurence et du Mas Jambost, la ZUP du Val de l'Aurence, puis arrosant la commune d'Isle. Après un trajet de 27,3 km, elle se jette dans la Vienne en rive droite, à Aixe-sur-Vienne, localité située au sud-ouest de Limoges.

### Communes et cantons traversés
Dans le seul département de la Haute-Vienne, l'Aurence traverse les cinq communes de Chaptelat (source), Couzeix, Limoges, Isle, Aixe-sur-Vienne (confluence).
Soit en termes de cantons, l'Aurence prend source dans le canton de Couzeix, traverse le canton de Limoges-Couzeix et le canton de Limoges-9 et conflue dans le canton d'Aixe-sur-Vienne, le tout dans l'arrondissement de Limoges.

### Bassin versant
L'Aurence traverse les trois zones hydrographiques suivantes de « la Vienne de l'Aurence (NC) à l'Aixelle (C) », « l'Aurence & ses affluents », « La Vienne de la Briance (NC) à l'Aurence (NC) ».
Les cours d'eau voisins sont au nord le Vincou et le Ritord, à l'est et au sud la Vienne à l'ouest la Glane.

### Climat
| Mois                                  | jan.       | fév.      | mars      | avril     | mai       | juin      | jui.      | août      | sep.      | oct.      | nov.      | déc.       | année |
| ------------------------------------- | ---------- | --------- | --------- | --------- | --------- | --------- | --------- | --------- | --------- | --------- | --------- | ---------- | ----- |
| Température minimale moyenne (°C)     | 1,5        | 1,7       | 3,9       | 5,9       | 9,5       | 12,6      | 14,6      | 14,5      | 11,7      | 9         | 4,5       | 2,2        | 7,6   |
| Température moyenne (°C)              | 4,2        | 5         | 7,7       | 10        | 13,8      | 17        | 19,3      | 19,2      | 16,1      | 12,6      | 7,5       | 4,9        | 11,4  |
| Température maximale moyenne (°C)     | 6,9        | 8,3       | 11,5      | 14,1      | 18        | 21,4      | 23,9      | 23,8      | 20,4      | 16,1      | 10,4      | 7,6        | 15,2  |
| Record de froid (°C) date du record   | −19,2 1985 | −15 1986  | −9,6 2005 | −4,7 1978 | −0,6 1979 | 4 1975    | 7,2 2000  | 5,4 1986  | 2,6 1981  | −2,6 2003 | −7,2 1988 | −10,6 1973 |       |
| Record de chaleur (°C) date du record | 17 1999    | 23,1 2019 | 24,7 2005 | 27,8 2005 | 29,8 2005 | 36,2 2019 | 37,9 2019 | 37,2 2003 | 32,6 1987 | 27,3 1985 | 22,9 1981 | 18,3 1983  |       |

## Affluents
L'Aurence a quinze affluents référencés dont :
- ? (rd[note 1]), 6 km sur les trois communes de Chaptelat, Couzeix et Limoges et qui passe sous la rocade nord-ouest et qui est couvert ou masqué dans la zone industrielle de Limoges nord.
- l'Aurençous (rd), 5 km sur la seule commune de Limoges, avec un affluent et de rang de Strahler deux.
  -  ? (rd), 1 km sur la seule commune de Limoges source à Landrouge.
- ? (rg), 5 km sur la seule commune de Limoges et passant deux fois sous l'autoroute A20, avec deux affluents non nommés et de 1 km de longueur, et de rang de Strahler deux.
- la rivière l'Aurence (rd), 3 km sur la seule commune de Chaptelat avec un affluent et de rang de strahler deux :
  -  ? (rd), 2 km sur la seule commune de Chaptelat
- le mas Guigou (rd), 3 km sur les deux communes de Couzeix (source) et Limoges (confluence) avec un affluent de deux kilomètres et de rang de strahler deux.
  -  ? (rg), 2 km sur la seule commune de Couzeix.
- le ruisseau de Coyol (rd), 1 km sur les deux communes de Couzeix (source) et Limoges avec un affluent mais de rang de Strahler quatre :
  - le Champy (rd), 8 km sur les deux communes de Couzeix (source) et Limoges qui passe entre l'aéroport de Limoges-Bellegarde (est) et l'hippodrome de Texonnieras (ouest) avec un affluent
    - le ruisseau de Coyol (rg), 5 km sur la seule commune de Couzeix mais à l'est l'hippodrome de Texonnieras de  avec un affluent
      -  ? (rg), 2 km sur la seule commune de Couzeix

    -  ? (rg), 2 km sur la seule commune de Couzeix
    -  ? (rg), 1 km sur la seule commune de Couzeix.

### Rang de Strahler
Donc son rang de Strahler est de cinq par le ruisseau de Coyol et le Champy.

## Hydrologie
Vu la taille fort réduite de son bassin versant, l'Aurence est une rivière abondante. Elle est aussi assez irrégulière.

### L'Aurence à l'Isle
L'Aurence a été observée depuis le 1er août 1995, à la station de L0614020 - l'Aurence à Isle, à 230 m d'altitude. Le débit moyen annuel de l'Aurence à Isle, localité située peu avant son confluent, est de 1,22 m3/s. La surface de son bassin versant y est de 87 km2.
La rivière présente les fluctuations saisonnières de débit typiques des cours d'eau du Limousin, avec des crues hivernales de décembre à avril inclus, et des maigres d'été à début automne, de juillet à octobre.

### Étiage ou basses eaux
En période d'étiage, le VCN3 peut chuter jusque 0,13 m3/s, soit 130 litres par seconde.

### Crues
Les crues sont parfois assez importantes, mais relativement moindres que celles qui touchent d'autres affluents de la Vienne situés plus à l'ouest ou au nord du département, comme la Gorre ou surtout la Brame. Les QIX 2 et QIX 5 valent respectivement 16 et 21 m3/s. Le QIX 10 est de 24 m3/s, le QIX 20 de 27 m3/s et le QIX 50 de 31 m3/s. Le QIX 100 n'a pas encore pu être calculé, vu la période d'observation de 25 ans seulement.
Le débit instantané maximal a été observé le 3 février 2003 avec 28,4 m3/s en même temps que la hauteur maximale instantanée de 236 cm soit 2,36 m. Le débit journalier maximal a été observé le 13 janvier 2004 avec 19,4 m3/s.

### Lame d'eau et débit spécifique
La lame d'eau d'écoulement de l'Aurence se monte à 447 millimètres/an, ce qui est assez élevé et supérieur à la moyenne française, tous bassins confondus à 300 mm/an. Le débit spécifique (Qsp) atteint 14,1 litres par seconde et par kilomètre carré de bassin.

## Aménagements et écologie
Sur son cours on trouve les lieux-dits la Fontaine Saint-Eloi, la déchetterie de Limoges, le lac d'Uzurat avec une base de loisirs, un site archéologique et un terrain de camping, le parc des expositions et la station d'épuration, le cimetière de Louyat, le moulin du Gué, le moulin du Pont, le moulin de la Perdrix, l'Équarissage et le moulin Blanc, une station d'épuration, une ancienne carrière, le moulin de l'Or et le moulin Brassous.

### ZNIEFF
Une Znieff de type 1 740002775 Vallée de l'Aurence au Meynieux sur 76 ha est référencée.

## Galerie de photos

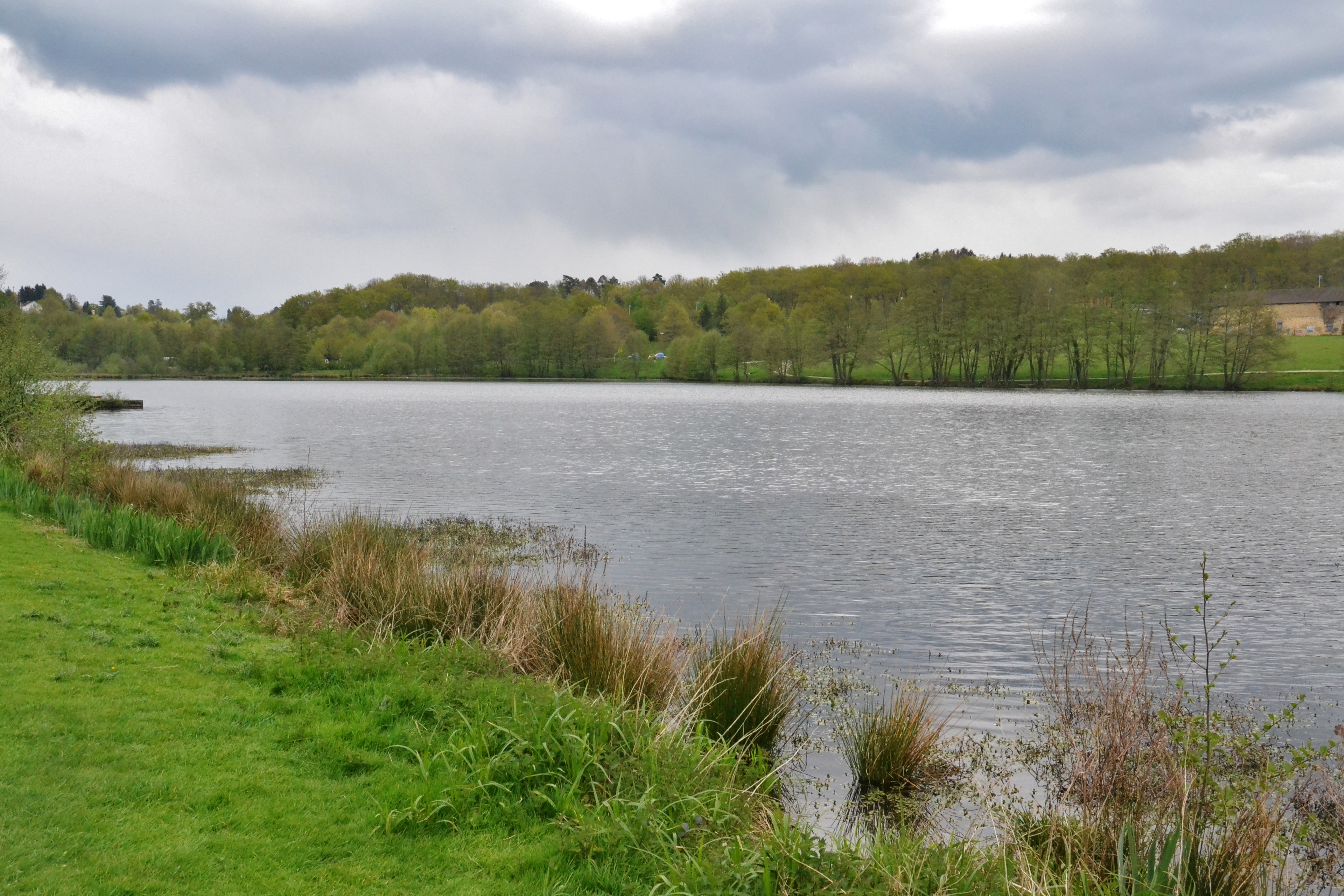
Le lac d'Uzurat.
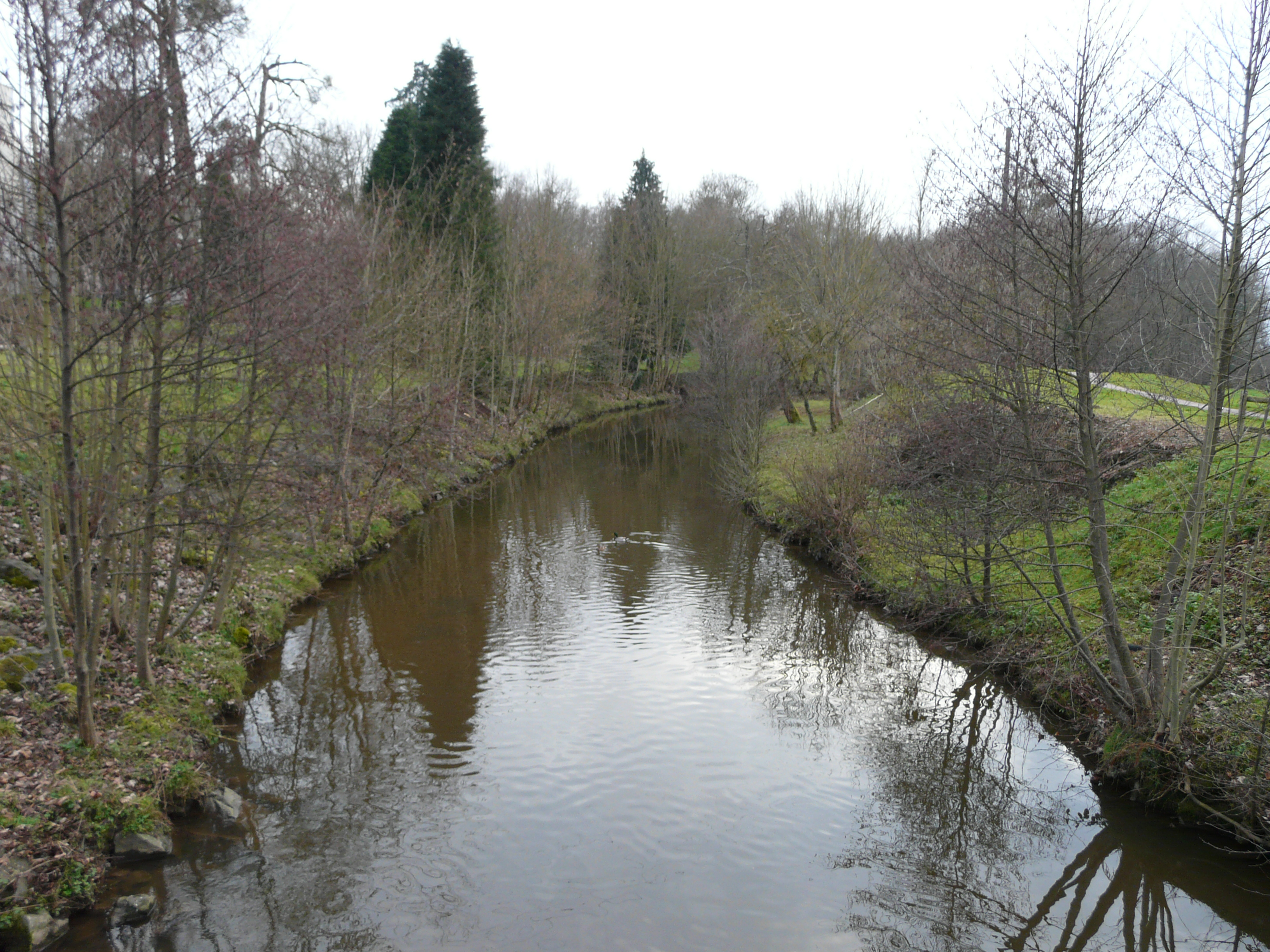
Dans le parc du Mas Jambost.
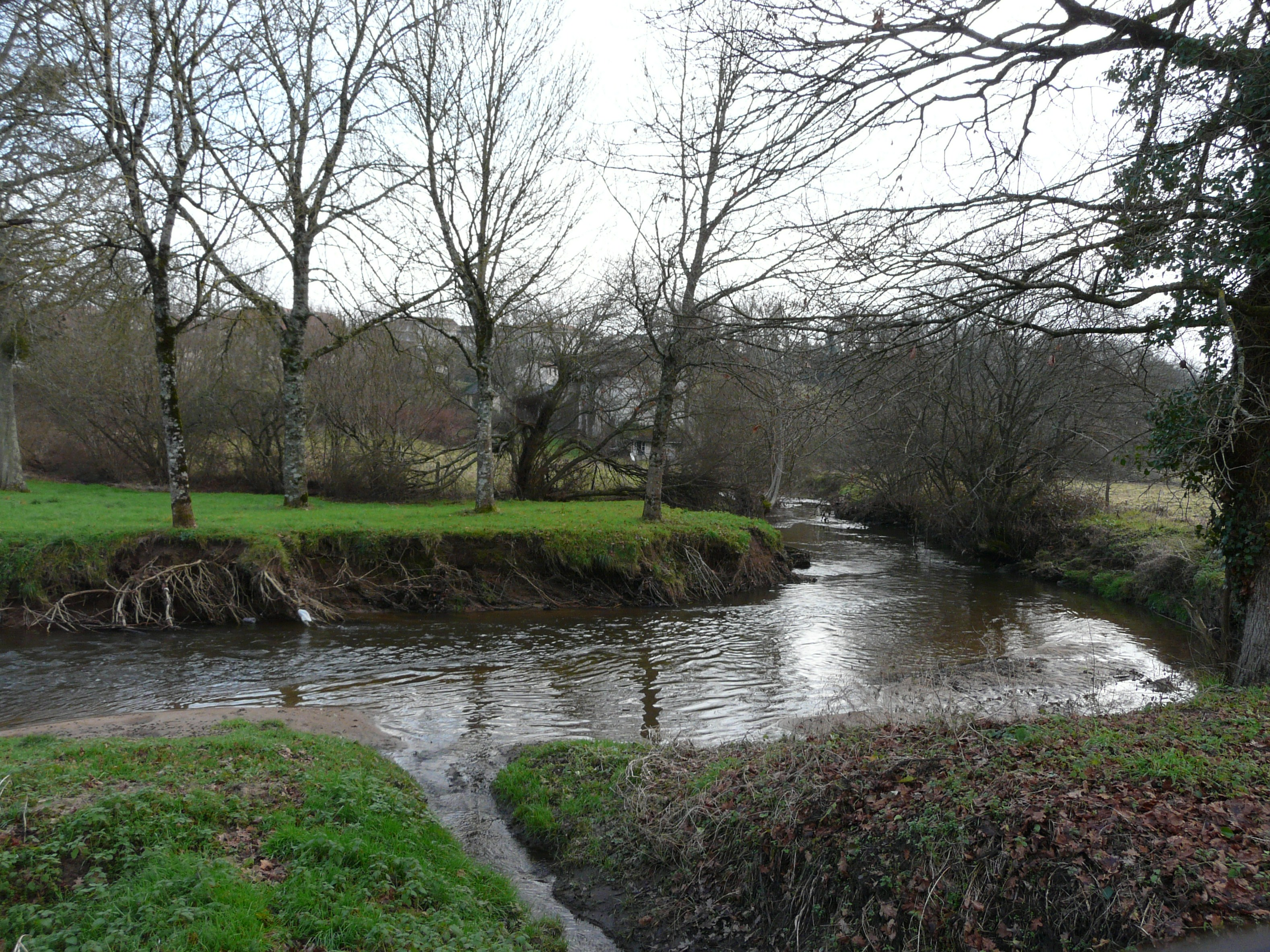
Dans le parc du Mas Jambost.